# Caroline Kerkhoven
Caroline Constance Albertine van der Hucht-Kerkhoven (Amsterdam, 20 januari 1840 - Amsterdam, 25 december 1915) was schrijfster, redacteur en dierenbeschermer. Na de dood van haar man stichtte zij op 25 juni 1907 het J.C. van der Huchtfonds, een stichting ter bevordering van de humanitaire idee en lotsverbetering van dieren. 

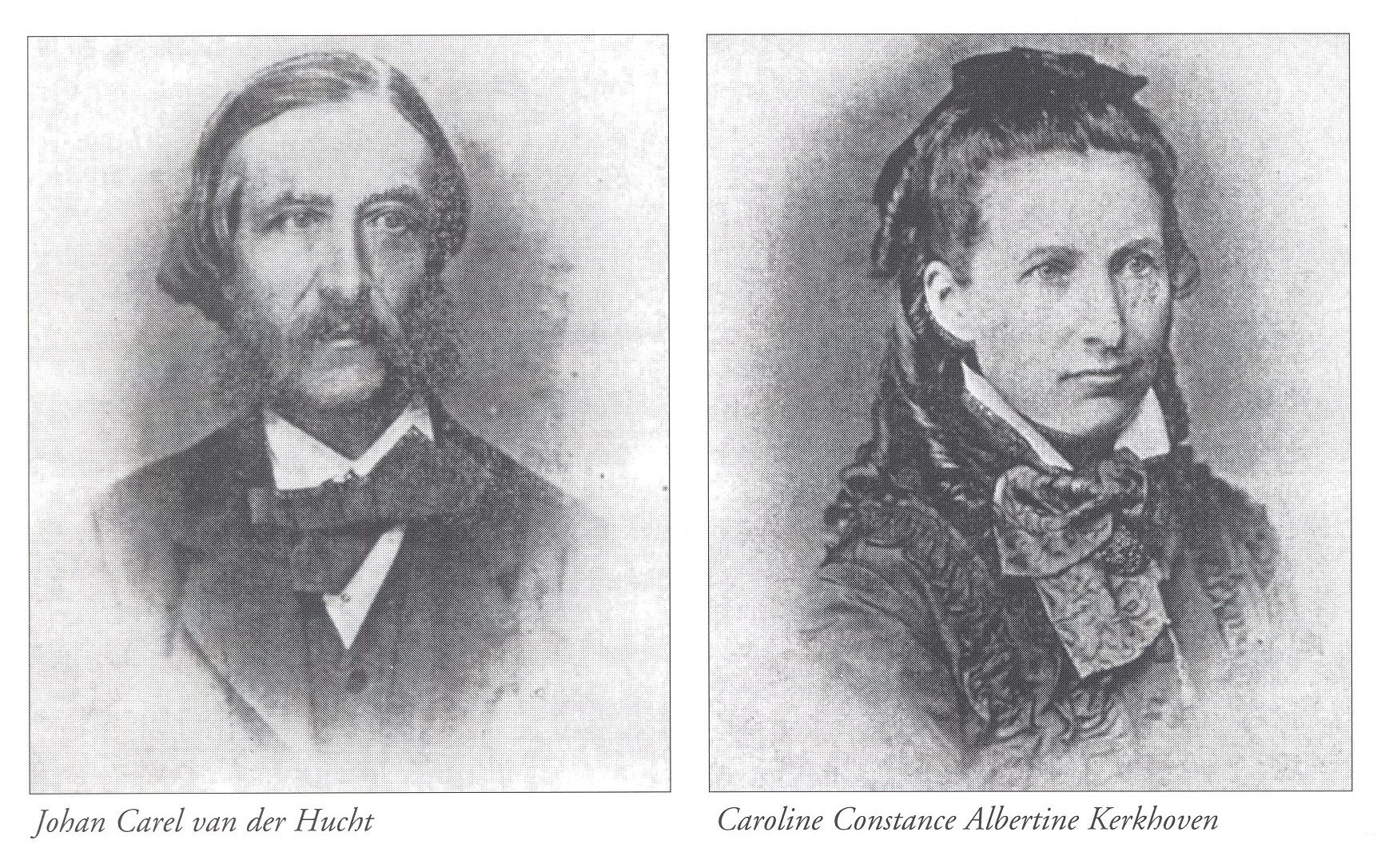
J.C. van der Hucht en C.C.A. van der Hucht-Kerkhoven

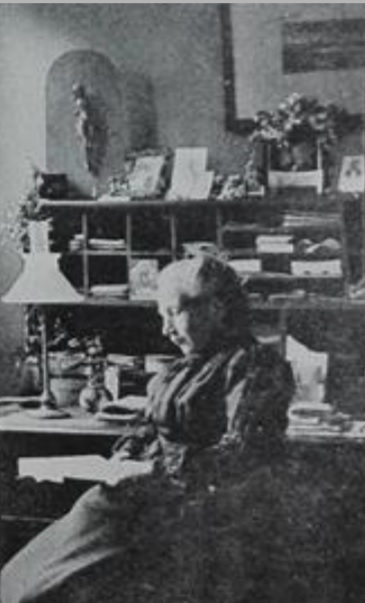
Mevrouw Van der Hucht-Kerkhoven op latere leeftijd

## Familie
Caroline was een dochter van Theodorus Johannes Kerkhoven en Clara Henriëtte van der Hucht. Ze was een nakomertje in een gezin met een lutherse vader en een gereformeerde moeder. Ze trouwde op 19 juni 1862 met haar neef Johan Carel van der Hucht, handelsagent te Batavia, lid van de firma Buijs & Kerkhoven, directeur van het Administratiekantoor van Hollandse Fondsen te Amsterdam en directeur van de Koninklijke Nederlandsche Stoomboot-Maatschappij. De moeder van Carolien was net als haar oudste zus getrouwd met een Kerkhoven (broers). In deze tijd waren dubbelhuwelijken heel gebruikelijk in deze familie. Zo trouwden haar oom Willem en haar tante Jeanette op dezelfde dag met broer en zus Pen uit Loenen aan de Vecht.
Caroline en Johan hadden dezelfde grootvader, Albert van der Hucht, maar hebben hem niet gekend. Deze Albert was omgekomen in het leger van Napoleon bij de slag aan de Berezina. Ook Alberts twee oudste zonen hebben gevochten in het leger van Napoleon en dat niet overleefd. De vader van Johan Carel, Jan Pieter van der Hucht, zag geen toekomst meer in Nederland voor zijn acht kinderen. Zijn moeder Carolien van Wijnbergen was van adel, maar omdat Albert als vermist was opgegeven kreeg ze geen enkel pensioen. Haar jongste zoon was zelfs nog niet geboren toen dit gebeurde. Met hulp van haar familie sloeg ze zich hierdoorheen.
Uit het gezin van Albert en Carolien beslisten vier van de zes overgebleven kinderen met hun hele familie naar Nederlands-Indië te gaan. Jan Pieter was hierin de denker, Willem van der Hucht (de jongste zoon) de kapitein van het schip. De moeder van Carolien Kerkhoven ging dus niet mee. Van de “Indiëgangers” ging het in twee gevallen om een gezin met acht jonge kinderen, Johan was daar dus een van. De familie heeft in 1844 drie maanden op de boot (zeilboot) naar Indië moeten zitten. Deze tocht was zeker niet zonder gevaren.
Toen ze aankwamen in Indië waren de gevaren, bijvoorbeeld van tyfus en cholera, nog niet geweken. Van allebei de gezinnen met acht kinderen overleed de vader binnen een jaar. Willem (de jongste broer) verloor binnen een jaar zijn vrouw en twee van zijn drie dochters. Hij voelde zich erg verantwoordelijk voor de hele familieclan, en zorgde ervoor dat ze uiteindelijk allemaal goed terechtkwamen.
Johan is kennelijk vrij snel weer naar Amsterdam gegaan, en daar getrouwd met Carolien. Dat zal waarschijnlijk te maken hebben gehad met het overlijden van zijn vader. Het huwelijk van Carolien en Johan bleef kinderloos. Door zijn broze gezondheid nam Johan in 1871 ontslag. Hij kuurde daarna regelmatig in Duitsland en Zuid-Frankrijk.

## Werk en ideeën
Onder het pseudoniem Marie Daal begon Caroline Kerkhoven te schrijven. In haar werk legde zij een verband tussen vivisectie en dierenmishandeling. Ook schreef ze over de problematiek waarmee vrouwen te maken krijgen als zij zelfstandig in de openbaarheid treden om de samenleving te hervormen. Van der Hucht-Kerkhoven was bevriend met schrijfster Marie Boddaert.
Als aanhangster van het humanitarisme had zij een netwerk van antimilitaristen, vegetariërs en christen-anarchisten. Een belangrijke spil daarin was Felix Ortt, die getrouwd was met Anna, de dochter van Marie Boddaert.

### Vegetarisme
Caroline leefde volgens de grondbeginselen eerbied voor het leven, voor mens en dier en voor de natuur. Praktische toepassing daarvan was het leven als vegetariër. In 1892 vertaalde ze met Daan de Clercq het vegetarisch kookboek van Eduard Baltzer, de 'apostel van het Duitse vegetarisme'. Vegetariër Felix Ortt werkte voor haar na 1895 als persoonlijk secretaris.

### Anti-vivisectie
Het opkomen van het belang van dieren deed ze onder meer door het bestrijden van vivisectie. Ze was hoofdredactrice van Androcles, een maandschrift gewijd aan de belangen der dieren. In 2009 verscheen in het Engels een bundeling van de Androclesuitgaven van vóór 1923. De titel is ontleend aan het verhaal van Androclus en de leeuw.

### Kinderbond
Naar voorbeeld van de Engelse Bands of Mercy richtte zij in 1891 de Nederlandsche Kinderbond op. Van der Hucht-Kerkhoven was in aanraking gekomen met geestverwanten, onder wie de onderwijzeressen Suze Groshans en Marie Jungius. Nadat in 1895 de statuten van de Kinderbond waren goedgekeurd, verliet Marie Jungius het onderwijs om zich als secretaresse van mevrouw Van der Hucht aan het Kinderbondwerk te wijden. De doelstellingen van de bond werden na 1913 uitgedragen in de Engendaalschool in Soest. Voorzitter van de afdeling Amsterdam van de Nederlandse Kinderbond was Henriëtte Wijthoff, een nichtje van Caroline Kerkhoven.

## Postuum
Na hun dood werden Caroline Kerkhoven en Johan van der Hucht bijgezet in het columbarium van Westerveld. Hun nalatenschap stelde Felix Ortt in staat om in zijn levensonderhoud te voorzien. Zo kon hij zich blijven inzetten voor de humanitaire idealen.